# Maschio latino... cercasi
Maschio latino... cercasi anche conosciuto come L'affare s'ingrossa è un film in cinque episodi del 1977 diretto da Giovanni Narzisi.

## Trama

### Episodi

#### Accadde a Napoli
A Napoli, un trafficone conduce un turista tedesco in un mercato abusivo del sesso d'un quartiere popolare. Dopo qualche esitazione, il tedesco si lascia convincere ad appartarsi con una prostituta minorenne. La ragazza appare timidissima, afferma di prostituirsi solo per estremo bisogno e chiede di avere il rapporto al buio; il cliente l'accontenta ma, una volta riaccesa la luce, trova al suo posto un attempato travestito.

#### Stanotte o mai più
Il quasi settantenne ingegner Bislecchi da tempo corteggia con insistenza Gigia, un'attricetta di film erotici, ma lei, pur accettando regali d'ogni tipo, non si concede perché le sembra troppo vecchio. Per conquistarla, Bislecchi si sottopone allora a una delicatissima operazione di ringiovanimento della pelle col professore tedesco Himmel e ne esce effettivamente con un aspetto molto più giovanile, ma molto provato dall'intervento, tanto che il medico prescrive riposo assoluto per quindici giorni. Nel frattempo Gigia ha ricevuto un'ottima proposta di lavoro in America da un produttore a lei sconosciuto, che chiede anche d'incontrarla. Quando Bislecchi si presenta dalla ragazza, lei non lo riconosce e, scambiandolo per il produttore, si mostra quindi molto disponibile, intendendo così facilitarsi la carriera. Bislecchi approfitta della situazione per una notte di sesso con la donna da tempo desiderata, non potendo rinviare perché prossima a partire per l'America. Il giorno dopo, non avendo l'ingegnere rispettato la prescrizione del riposo, gli effetti dell'operazione sono svaniti e l'uomo ha ripreso l'aspetto iniziale, ma è dispostissimo a tornare nuovamente sotto i ferri.

#### L'amnistia
Il ladruncolo Amilcare si reca dal colonnello Fiasconi, del quale in passato è stato attendente, per conferire con la moglie di lui, giovane e bella avvocatessa. Amilcare ha intenzione di commettere un reato di carattere sessuale, prevedendo d'approfittare d'una prossima amnistia per non scontare la pena. L'avvocatessa valuta la situazione e dà un parere positivo: Amilcare ne approfitta, dopo avere legato e imbavagliato il colonnello, per compiere un abuso sessuale sulla stessa donna, tutt'altro che infastidita.

#### Gennarino l'emigrante
Gennarino Esposito, napoletano emigrato in Germania, viene licenziato dalla fabbrica in cui lavora e chiede l'intervento d'un malavitoso per trovare un impiego qualunque. Gli viene offerto un posto d'attore pornografico e Gennarino, dovendo mantenere moglie e figlio, accetta, senza dire nulla ai familiari. L'uomo deve quindi sostenere prestazioni sessuali continue e finisce per trascurare la bella moglie Anna. Lo stipendio, peraltro, resta insufficiente e Anna a sua volta si trova in segreto un impiego: anche a lei viene proposto di lavorare nella pornografia e i due, ignari l'uno dell'attività dell'altra, finiscono per incontrarsi su un set. Gennarino, anziché indignarsi, è ben felice d'avere finalmente un rapporto sessuale con la moglie, della quale è sempre innamorato.

#### Scambio made in Germany
Il barone siciliano Nicola di Castropizzo ha convinto con molti sforzi la moglie Sisina a un viaggio ad Amburgo per uno scambio di coppie. Il nobile, oltre a desiderare per sé una piacevole avventura, vorrebbe che l'esperienza giovasse alla consorte, estremamente ritrosa e piena d'inibizioni. Inizialmente Sisina appare scandalizzata dalla libertà di costumi della città tedesca ma, una volta conosciuta la coppia con cui praticare lo scambio, comincia a poco a poco a sentirsi a suo agio, e alla fine cede di buon grado alle attenzioni dello scambista tedesco. La mattina dopo la donna appare serena e rilassata, ma allora è proprio il marito a inquietarsi e a stigmatizzare il suo cambiamento, definendola una donna di facili costumi nel modo più volgare.

## Distribuzione
La pellicola è stata distribuita nelle sale cinematografiche italiane i primi mesi del 1977.

### Altri titoli
Il film è stato distribuito anche con i seguenti titoli:
- L'affare s'ingrossa'[3]
- L'affare s'ingrossa: maschio latino... cercasi[4]